# Wiór (archeologia)
Wiór – produkt debitażu, odłupek o przynajmniej częściowo równoległych krawędziach, których długość przekracza szerokość przynajmniej dwukrotnie. Systematyczne stosowanie techniki wiórowej, tj. wytwarzanie odłupków o smukłej formie, było typowe dla górnego paleolitu, mezolitu i neolitu. Małe wióry, których długość nie przekracza 12 mm zwane są wiórkami. Wióry i wiórki były narzędziami tnącymi i nie podlegały dalszym obróbkom. Przez zastosowanie retuszu były przekształcane w narzędzia innych typów.